# Moschea di Fittja
La moschea di Fittja è una moschea in stile architettonico turco nel comune di Botkyrka, contea di Stoccolma, in Svezia.
La moschea, che iniziò ad essere costruita nel 1998 e fu completata nell'aprile del 2007, è di proprietà dell'Associazione Culturale Islamica di Botkyrka (Botkyrka Turkiska Islamiska Förening), un'associazione prevalentemente turca con oltre 1.500 membri. La moschea è costruita in architettura in stile turco, con una cupola con finestre finestra con pannelli in legno di betulla e piastrelle dipinte a mano che coprono le pareti della sala di preghiera. Il minareto della moschea è alto 32,5 metri.  Nella sala centrale, le donne hanno il loro luogo di preghiera su uno stand di 200 metri quadrati. La moschea ospita anche la residenza dell'imam dell'assemblea.
Nel febbraio 2013, l'Associazione Culturale Islamica di Botkyrka ha presentato una richiesta alla polizia per iniziare a trasmettere, una volta a settimana, l'appello alla preghiera dal minareto della moschea. La polizia ha accettato la richiesta, purché la trasmissione non superi i 60 decibel.  Il primo appello alla preghiera in Svezia è stato cantato dal vivo dall'imam Ergin Öcgem e trasmesso tramite megafono dal minareto della moschea il 26 aprile 2013 alle 12:57.

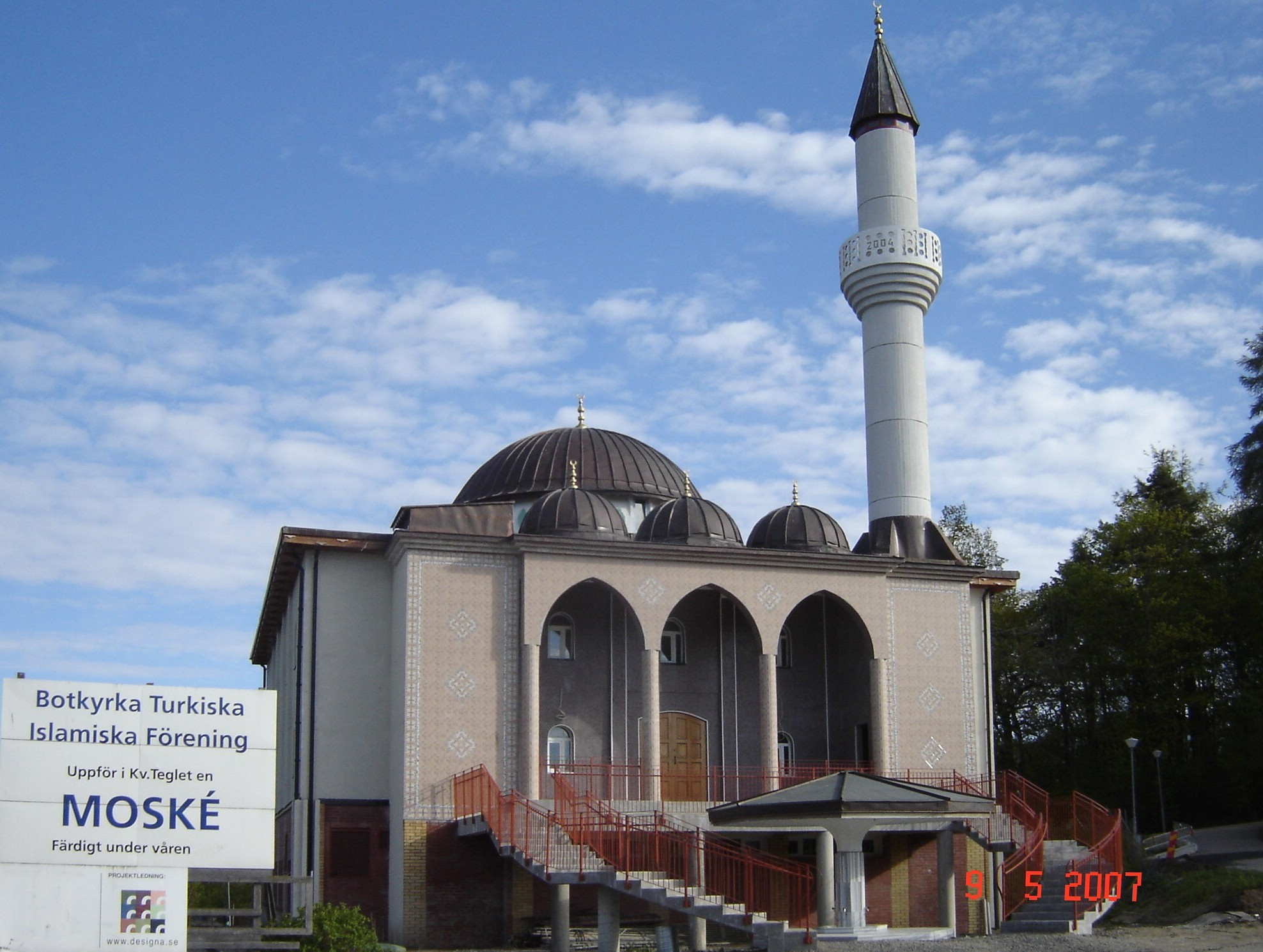
La moschea nel maggio 2007
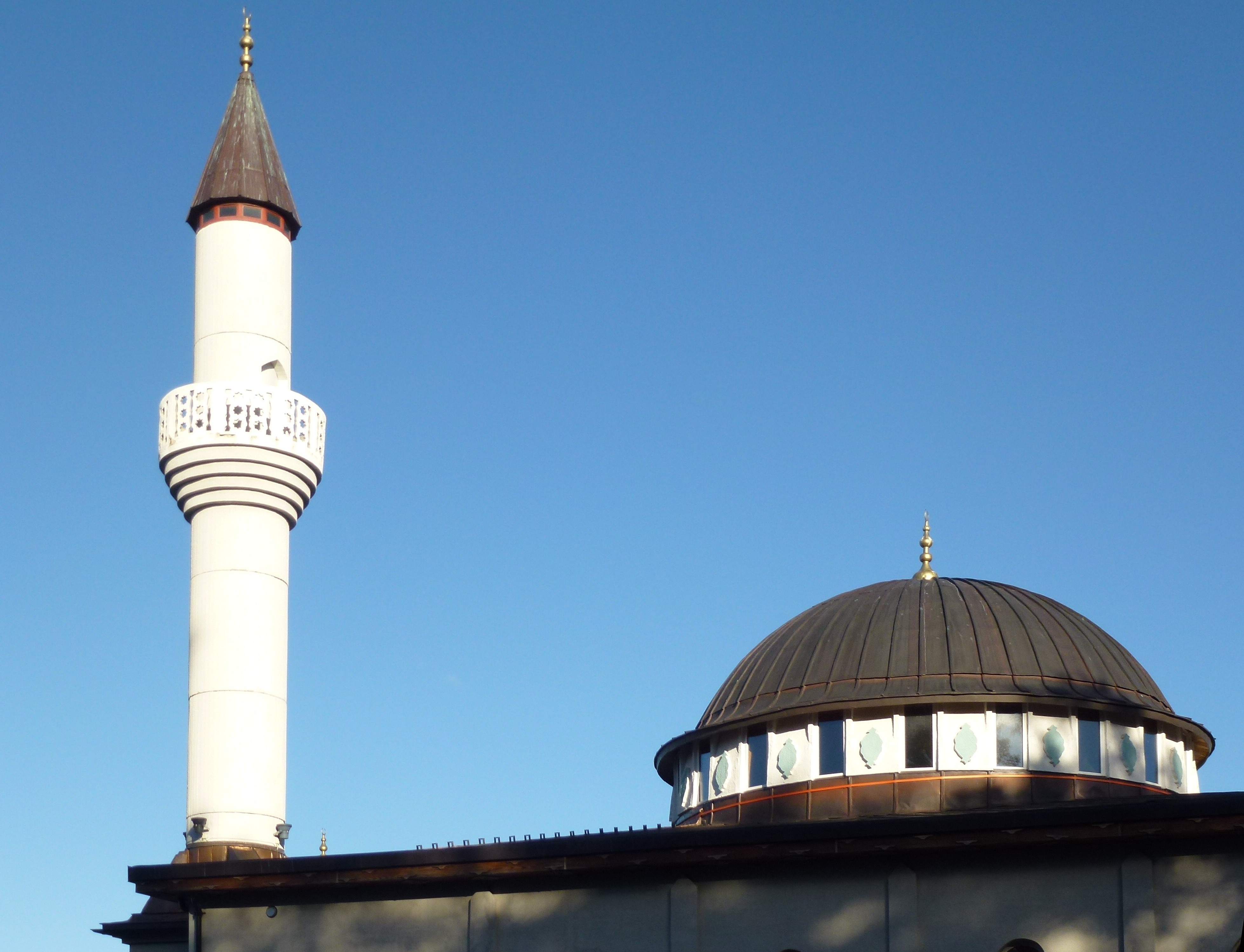
Minareto e cupola
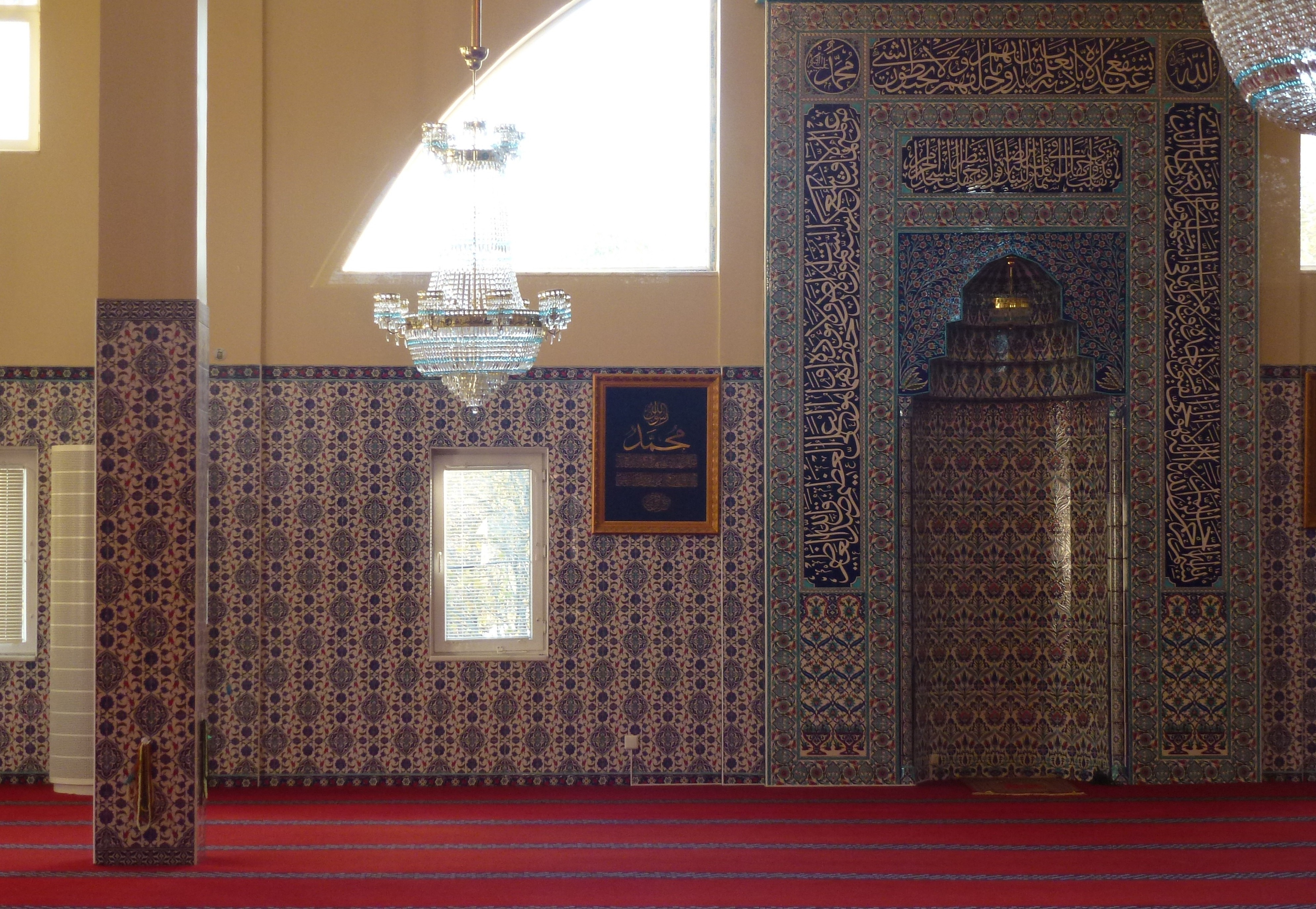
Miḥrāb
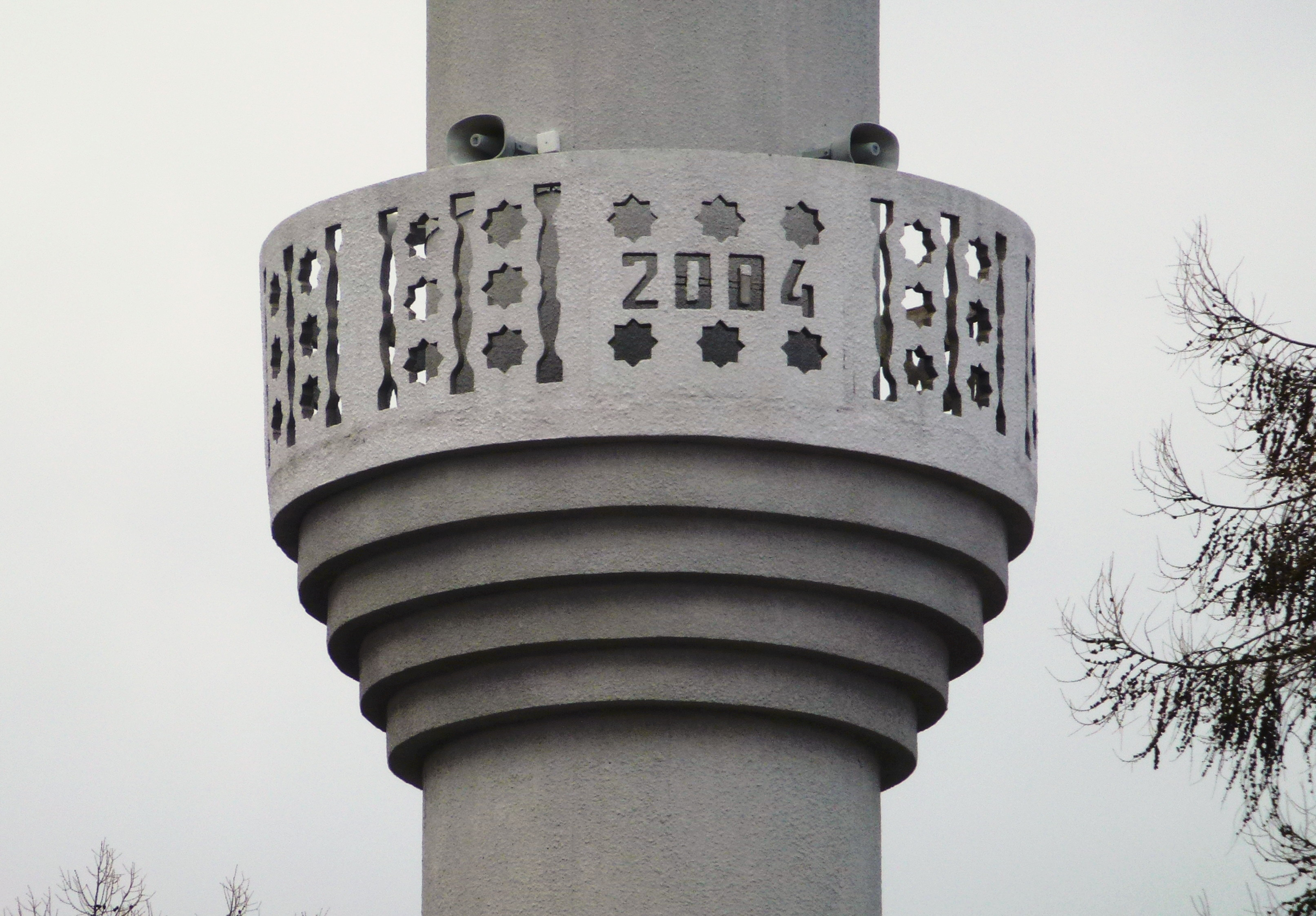
Minareto (dettaglio)